# Abandon All Ships
Abandon All Ships es una banda de Post-Hardcore canadiense de Toronto, Ontario formada en 2006. Su música se caracteriza por mezclar Post-Hardcore con ritmos y atmósferas del Trance y Techno. Fue activa de 2006 al 2014, solo por una vez en 2016 y en 2020 lanzaron una nueva canción. La major parte de la banda es de origen italiano.
El grupo está formado a nivel nacional para Universal Music Canadá; junto con un reparto americano de Rise Records y de Velocity Records.
La banda ha lanzado desde entonces un EP homónimo de manera independiente en 2009. Para lanzar su primer álbum de estudio, Geeving en 2010 a través de Universal y de Rise.
Su estilo es una combinación post-hardcore, hardcore punk, heavy metal, thrash metal, progressive rock, jazz, hard rock, electropop, EDM, trance y techno. 
La banda ha incorporado elementos de alternative rock, emo, hip hop, nu metal y r&b

## Formación De La Banda
Abandon All Ships fue fundada en el año del 2006 Toronto, Ontario originalmente tocando covers de Norma Jean. La mayoría de los miembros de la banda se fueron formando en la escuela católica Dante Alighieri; los primeros tres en formar parte de la banda fueron: Angelo Aita (Voz), Sebastian Cassisi-Núñez (Teclados) y David Stephens (Guitarra).
Los tres acaban de comenzar la banda para tocar en conciertos y su carrera subió desde entonces;en el año del 2008, la banda lanzó cuatro canciones de demostración en línea que fueron: "Megawacko", "When Dreams Become Nightmares", "Brendon's Song" y "Pedestrians Is Another Word for Speedbump".
Estas demostraciones ofreció un gran influencia (especialmente "When Dreams Become Nightmares"); que difiere mucho de un curso de la banda post-hardcore de estilo. Tras el aumento registrado en la escena de Toronto, el grupo recorrió la larga y abierta a muchas bandas más grandes de su mismo género o país de origen como Silverstein.
Abandon All Ships ampliamente se pensaba que eran una banda cristiana, pero esto es controversial debido al uso regular de la banda de blasfemia y letras sugerentes en sus canciones y finalmente se estableció en el debate que, si bien la mayoría de los miembros son cristianos, la banda no es una banda cristiana.
Abandon All Ships rápidamente se hizo popular en Internet a través de Myspace, y se notó aún más después de su aparición en el MuchMusic programa de televisión 's Disolver en primer momento en su carrera.

## Geeving 2009 -2010
A principios de 2010, el grupo firmó con Underground Operations, Rise Records y Velocity Records Lanzaron su primer sencillo,
"Take One Last Breath" , antes conocida como "Pedestrians Is Another Word for Speedbumps" el 29 de junio de 2010;  el video musical se estrenó en línea el mismo día.
Dieron un concierto en Bluesfest; Ottawa, Ontario en el 2010 En el festival tocaron algunas canciones nuevas, incluyendo "Geeving",
"Guardian Angel", que cuenta con colaboración a Lena Katina, "Maria (I Like It Loud)" y su primer sencillo " Take One Last Breath"
todos incluidas en el álbum Geeving.
El sencillo "Megawacko 2.0" fue lanzado en iTunes el 24 de agosto de 2010, junto con el video musical se estrenará en MuchMusic ese mismo día.
En septiembre de ese año,"Bro My God" también se estrenó con la transmisión en línea. Abandon All Ships con su creciente popularidad se incluyeron luego en la gira del Monumento 10 29no, en el 5 de diciembre de 2010 con Miss May I , Sleeping with Sirens , The Crimson Armada y Bury Tomorrow.

## Salida de los Hermanos Paiano 2011
El 24 de enero de 2011, el guitarrista Kyler Browne dejó la banda. Browne dejó una nota en su Facebook el perfil que dice:
"He dejado AAS debido a mi propia razón personal que no tiene nada que ver con nadie en la banda personalmente, los chicos son como mis hermanos para mí sin embargo mi corazón no estaba en lo más doy las gracias.. a todos ustedes por todo el amor y apoyo y les deseo todo lo mejor".
A este lo sustituye el guitarrista Daniel Ciccotelli. Abandon All Ships participó en el Tour 2011 Vans Warped para las fechas seleccionadas en el este.
El 14 de julio de 2011, los hermanos Paiano Andrew (guitarra rítmica) y Daniel (batería), se separó de la banda En un principio, no estaba claro exactamente lo que condujo a la salida de estos miembros, pero luego se supo que les propinaron patadas de salida en lugar de que sea su elección, no continuar como parte del grupo.
Los miembros restantes explicó que:
"Bueno, si usted no ha oído las noticias, Andrew y Paiano Dan no continuará en Abandon All Ships debido a razones personales que no me gustaría tocar en este momento y el tiempo. Les deseamos la mejor suerte con todo lo que hagan en el futuro. En cuanto a Abandon All Ships que será sin lugar a dudas que la continuación de la banda.

## Retorno 2016
La formación canadiense de electrocore, Abandon All Ships, en febrero del 2016 estreno un nuevo videoclip para el sencillo “Loafting“, confirmando así su regreso como banda después de casi dos años de inactividad con motivo de su separación.
Además, los hermanos Paiano han vuelto a la formación después de que en 2011 abandonasen la formación por razones personales. Sin lugar a dudas, esto supone una gran noticia para los seguidores de la banda, así que desde aquí esperamos poder recibir muy pronto algunos detalles sobre esta nueva etapa.

## Miembros de la banda

### Miembros actuales
- Angelo Aita – Screaming (2006-2016)
- Martin Broda – Voces Limpias (2006-2016), Bajo (2009-2016), baterista (2006–2009)
- Sebastian Cassisi-Nunez – synthesizers, keyboards (2006-2016)
- Kyler Stephen Browne - Guitarra principal (2013-2016)
- Melvin Murray - Baterista (2013-2016)

### Exmiembros
- Kyler Stephen Browne – Guitarra Principal, coro(2009-2011)
- Nick Fiorini - Bajo (2009)
- Francesco Pallotta - Bajo (2006-2009)
- David Stephens - Guitarra Principal (2006-2009)
- Andrew Paiano – Segunda Guitarra (2008–2011) (Ahora en Primera Guitarra en Woe, Is Me)
- Daniel Paiano – Baterista (2009–2011) (ahora batería de Treasure)

Cronología